# Guido Melis
Guido Melis (Sassari, 8 novembre 1949) è un politico e storico italiano, deputato del Partito Democratico dal 2008 al 2013.

## Biografia
Laureato in giurisprudenza, ha insegnato dal 1986 Storia dell'amministrazione pubblica all'Università di Sassari, dal 1991 a Siena e dal 1996 al 1999 alla Scuola Superiore della Pubblica Amministrazione. 
È in pensione dal 1º novembre 2020, dopo essere stato titolare della cattedra di Storia delle Istituzioni Politiche presso la Scuola per Archivisti e Bibliotecari dell'Università degli Studi di Roma "La Sapienza", poi Dipartimento Lettere e culture moderne. È professore emerito della Sapienza.
Melis è stato visiting professor presso l'Università di Aix-Marseille nel 1988 e presso l'Università Nazionale di La Plata nel 1994. Ha fatto parte del secondo direttivo della Scuola superiore della magistratura ed ha presieduto nel 2021-23 il Comitato presso il Ministero della Cultura per la formulazione al Parlamento delle proposte per Edizioni nazionali e Comitati celebrativi. Dal 2014 fa parte inoltre della Commissione istituita presso la Presidenza del consiglio relativamente alla desecretazione delle carte segrete (direttive Prodi, Renzi e Draghi).
Dal 1994 dirige la rivista "Le Carte e la Storia", edita dal Mulino, espressione della Società per gli studi delle istituzioni da lui stesso fondata e a più riprese presieduta.
Ha insegnato Storia della Pubblica Amministrazione Italiana alla Scuola Nazionale dell'Amministrazione.
Melis ha scritto una varietà di articoli di riviste; nel 2014 l'elenco delle sue pubblicazioni comprendeva 270 titoli. È uno dei curatori dello Yearbook for European Administrative History. 
Alle elezioni parlamentari in Italia del 2008 è stato eletto alla Camera dei deputati nella lista del Partito Democratico per la Sardegna.

## Saggistica
Con il suo libro La macchina imperfetta. Immagine e realtà dello Stato fascista, Il mulino 2018, Melis ha vinto il Premio Viareggio-Rèpaci nel 2018.
Altri suoi testi sono:
- con Alessandro Natalini (a cura di): Governare dietro le quinte. Bologna, il Mulino, 2023, ISBN 978-88-15-38681-6
- con Antonello Meliconi e Giovanna Tosatti (a cura di): Mescolare le carte e la storia. Bologna, il Mulino, 2023, ISBN 978-88-15-38235-1
- Storia dell'amministrazione italiana. Bologna, il Mulino, 2020, ISBN 978-88-15-29066-3
- Fare lo Stato per fare gli italiani. Bologna, il Mulino, 2015, ISBN 978-88-15-25287-6
- Lo Stato negli anni Trenta. Istituzioni e regimi fascisti in Europa. Bologna, il Mulino, 2008, ISBN 978-88-15-12145-5
- Élite amministrative in Europa occidentale (XIX / XX secolo) = élites administratives en Europe occidentale. Baden-Baden: Nomos-Verl.-Ges. 2005
- con Angelo Varni: Burocrazie non burocratiche: il lavoro dei tecnici nelle amministrazioni tra Otto e Novecento. Torino: Rosenberg & Sellier, 1999
- Fascismo e pianificazione: il convegno sul piano economico 1942-43. Roma: Fondazione Ugo Spirito 1997
- La burocrazia. Bologna, Il Mulino, 1998
- Storia dell'amministrazione italiana 1861-1993. Bologna, Il Mulino, 1996
- con Francesco Merloni (a cura di): Cronologia della pubblica italiana (1861-1992). Bologna, il Mulino, 1995
- L'Amministrazione centrale dall'Unità alla Repubblica: le strutture dei dirigenti. Bologna, Il Mulino, 1992
- Due modelli di amministrazione tra liberalismo e fascismo: burocrazie tradizionali e nuovi apparati. Roma: Ufficio centrale per i beni archivistici, Divisione studi e pubblicazioni, 1988
- Burocrazia e socialismo nell'Italia liberale: alle origini dell'organizzazione sindacale de pubblico impiego, 1900-1922. Bologna: Il mulino, 1980